# Het verhaal van de tweede derwisj
Het verhaal van de tweede derwisj is een verhaal binnen het grotere kaderverhaal uit de verhalencyclus Duizend-en-een-nacht.

## Verhaal
Ook de tweede derwisj is een koningszoon. Zijn vader stuurt hem naar de koning van India. Onderweg wordt hij echter overvallen door rovers. Zijn gezelschap wordt uitgeroeid en hijzelf weet ternauwernood te ontsnappen. Als hij in een stad aankomt, vertelt een kleermaker hem dat ie in de stad gekomen is van de grootste vijand van zijn vader. Om in zijn levensonderhoud te kunnen voorzien, gaat hij houthakken.
Na een jaar houthakken vindt hij midden in de rivier onder een boomstronk en een gouden ring de geheime toegangsweg tot een ondergronds paleis. Hij ontmoet daar de dochter van koning Aftimarus. "Ik trof er een stralend mooi meisje, als een glanzende parel of de blinkende zon. Haar woorden verdreven alle kommer en bekoorden zelfs de verstandigen en wijzen. Ze was vijf voet lang, met stevige borsten en zachte wangen, prachtig van kleur en fraai van bouw. Te midden van haar nachtzwarte lokken straalde haar gezicht en boven haar borst glom haar mond." Op de huwelijksnacht werd zij ontvoerd door een ifriet, die elke tiende nacht de liefde met haar bedreven. Het meisje biedt zich alle andere negen dagen aan de koningszoon.In dronkenschap overmoedig geworden weigert hij deze 'regeling' en roept de ifriet op om hem te bestrijden.
Het meisje werkt de dronken koningszoon echter net op tijd de deur uit. De ifriet merkt echter dat een man bij haar op bezoek is geweest en martelt haar onmatig. "'Ik laat me niet door je listen misleiden, hoer.' Hij greep haar vast, ontkleedde haar, bond haar aan vier palen vast en begon haar te martelen om haar tot een betekenis te dwingen." Hoewel hij haar gehuil hoort, vlucht hij weg naar de stad. Daar aangekomen, wordt hij door de ifriet gevangengenomen. Hij had de bijl van de koningszoon gevonden en zijn conclusies getrokken.
Terug in het ondergronds kasteel spelen de koningsdochter en -zoon een kat-en-muis-spel met de ifriet door te doen alsof ze elkaar niet kennen en niets voor elkaar voelen. Via oogcontact brengen ze elkaar op de hoogte van hun eigenlijke gevoelens en bedoelingen. Maar op het einde hakt de ifriet haar armen af en laat haar dood bloeden. "Hij pakte het zwaard en sloeg haar, zodat haar arm van haar lichaam vloog. Toen sloeg hij opnieuw, zodat ook de andere arm eraf vloog." De koningszoon krijgt de keuze in welk wezen hij betoverd wil worden. Om zijn noodlot af te wenden, vertelt hij: Het verhaal van de afgunstige en degene die hij benijdde.
Betoverd in een aap
De ifriet betovert hem toch: in een aap. Na een lange zwerftocht komt hij bij de kust en weet de aandacht van een passerend schip te trekken. De kapitein neemt hem mee vanwege zijn 'mensachtige manieren'. Als ze bij een andere stad aankomen, krijgt de bemanning te horen dat de kaligraaf van de koning net overleden is. Iedereen moet een stuk schrijven. De in een aap betoverde man kaligrafeert ook, want hij is hierin zeer bedreven. "Als hij foutloos schrijft, zal ik hem aannemen als mijn zoon, want ik heb nooit iemand gezien die scherpzinniger en voorkomender is dan hij. Was mijn zoon maar zo welgemanierd en intelligent."
Als uiteindelijk de dochter van de sultan hem als een man herkent, verandert zij hem terug in een mens. "Toen zij binnenkwam, bedekte zij haar gezicht en zei: 'Vader, hebt u zo weinig eergevoel, dat u me aan mannen toont?' Verbaasd zei de koning: 'Dochter, er is hier niemand (...) voor wie bedek je je gezicht?'" Op dat moment duikt een ifriet op, die zich door het meisje verraden voelt. Er volgt een soort tovenaarsduel waarbij de vrouw en de ifriet achtereenvolgens allerlei verschillende gedaantes aannemen om elkaar de loef af te steken. Tijdens het gevecht verliest de derwisj zijn oog. Het meisje weet wel de ifriet te doden, maar raakt wel zo zwaargewond dat ook zij snel sterft. De koning geeft hem de schuld van het verlies van zijn dochter en gooit hem de stad uit. Als hij aan het zwerven slaat, ontmoet hij de andere twee derwisjen.

## Plaatsing binnen de verhalencyclus
Het verhaal van de tweede derwisj is het tweede subverhaal dat verteld wordt binnen Het verhaal van de sjouwer en de drie vrouwen, dat op zijn beurt binnen het grotere kaderverhaal (Het verhaal van Sjahriaar en zijn broer) uit de verhalencyclus Duizend-en-een-nacht wordt verteld. De derwisjen proberen hun leven en dat van de sjouwer, de sultan en zijn vizier te redden door hun verhalen te vertellen.
verhaal binnen dit verhaal: Het verhaal van de afgunstige en degene die hij benijdde
Vorig verhaal (op dit verhaalniveau): Het verhaal van de eerste derwisj.
Volgend verhaal (op dit verhaalniveau): Het verhaal van de derde derwisj.
Zie ook: De verhalenstructuur van Duizend-en-een-nacht.

## Referentie
De voor deze samenvatting gebruikte vertaling en citaten is die van Richard van Leeuwen op basis van de Mahdi-tekst, en houdt de volgorde van de Boelaak-tekst aan.